# 麦克亨利 (肯塔基州)
麦克亨利（英語：McHenry），是美国肯塔基州的一座城市。面积约为1.8平方公里（0.7平方英里）。根据2010年美国人口普查，该市的人口为388人。